# Ottmarsheim
 Ottmarsheim (en alsacià Otmersche) és un municipi francès, situat a la regió del Gran Est, al departament de l'Alt Rin. L'any 1999 tenia 1.926 habitants.

## Demografia
| 1962  | 1968  | 1975  | 1982  | 1990  | 1999  |
| ----- | ----- | ----- | ----- | ----- | ----- |
| 1.495 | 1.766 | 1.833 | 2.003 | 1.897 | 1.926 |

## Administració
| Període | Identitat       | Partit |
| ------- | --------------- | ------ |
| 2008-   | Gérard Foluszny |        |